# De 46 van het Rademakersbroek
De 46 van het Rademakersbroek was een groep van 46 Nederlandse mannen die op 2 maart 1945 in een akker aan het Rademakersbroek te Varsseveld (tegenwoordig gemeente Oude IJsselstreek) zijn gefusilleerd. De executie diende ter vergelding voor een actie van verzetsgroep De Bark, die in de nacht van 25 op 26 februari 1945 aan vier Duitse militairen het leven kostte.
De slachtoffers van het Rademakersbroek waren allen zogeheten Todeskandidaten uit gevangenis de Kruisberg te Doetinchem. Ze kwamen uit verschillende delen van Nederland. Sinds 1949 staat op de plek van de executie een monument.

## Tijdlijn
Eind februari werden drie landmeters en hun chauffeur, allen Fallschirmjäger bij de Wehrmacht, gevangen genomen door verzetsstrijders van De Bark. In een zoektocht naar geschikte plekken voor het opstellen van hun geschut waren de Duitse militairen nietsvermoedend de boerderij binnengedrongen die als uitvalsbasis diende voor de verzetsgroep. De verzetsgroep besloot de Duitsers om het leven te brengen en probeerde het te laten lijken alsof de Duitsers slachtoffer van een ongeval waren geworden. Hiertoe plaatsten zij de lichamen in een auto met explosieven, en reden deze auto tegen een boom. In de nacht van 25 op 26 februari 1945 werden op de Aaltenseweg te Varsseveld de lichamen gevonden. Al snel ontdekte de bezetter dat geen sprake was van een ongeval, maar dat de militairen opzettelijk om het leven waren gebracht.
Aanvankelijk wilde de bezetter ter vergelding alle mannen uit de omgeving van de Aaltenseweg laten executeren. Dat werd door burgemeester Joost Boot van de toenmalige gemeente Wisch voorkomen. Op 2 maart 1945 werden in de vroege ochtend 46 Todeskandidaten vanuit de gevangenis in Doetinchem op transport gezet. Zij kwamen rond 8 uur 's ochtends aan op de akker aan het Rademakersbroek. Het executiepeloton, dat werd samengesteld uit leden van dezelfde divisie als waar de vier door de verzetsgroep om het leven gebrachte militairen toe behoorden, voltrok het vonnis. Nadat een gedeelte van de SS'ers nog op de boerderij had ontbeten, werden rond half 11 de lichamen van de 46 door vier boeren uit de omgeving op een platte kar naar begraafplaats Rentinkkamp te Varsseveld gereden.
Vier weken later werd de omgeving bevrijd.

## Monument

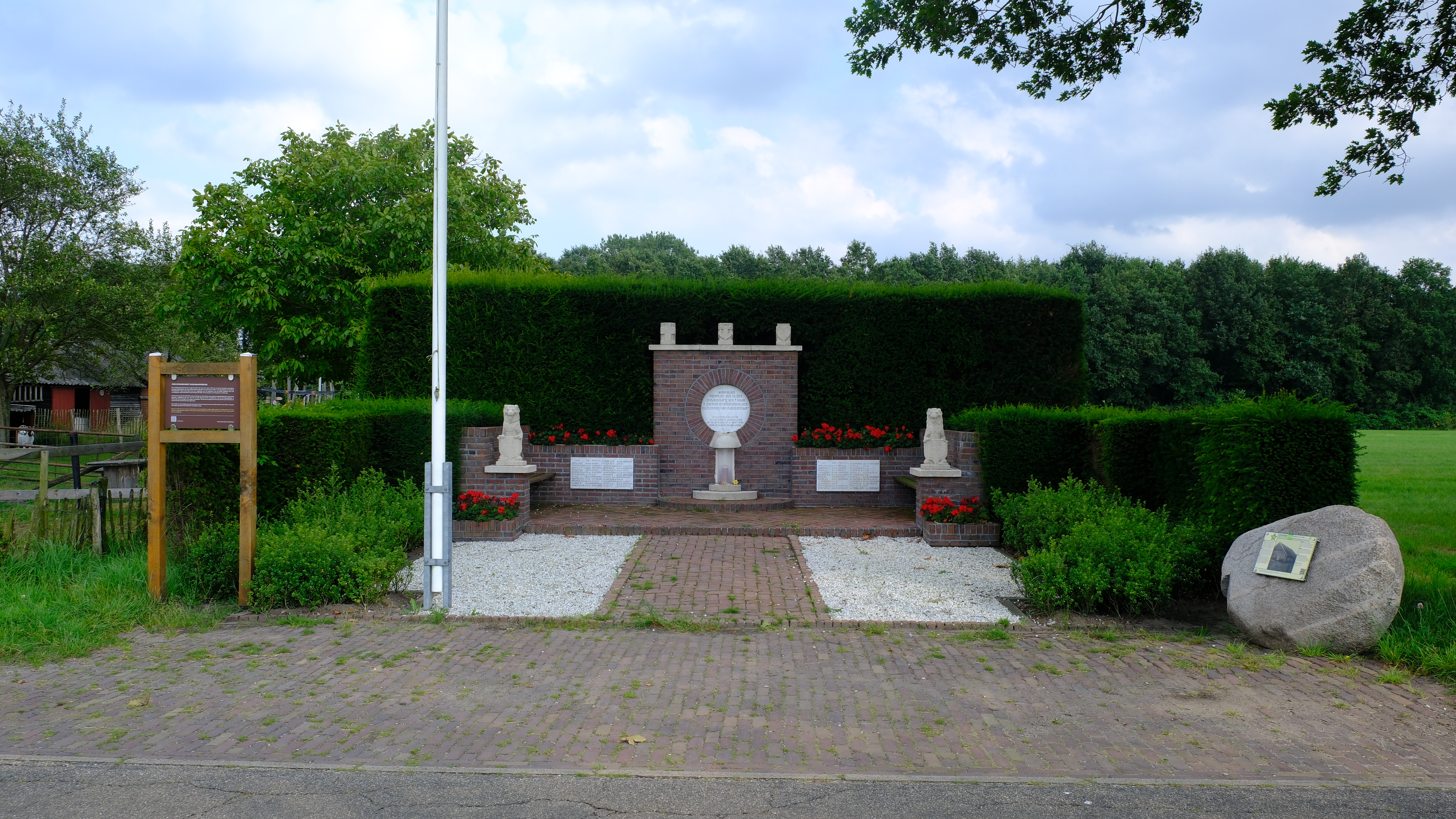
Monument met informatieve borden

Op 4 mei 1949 werd aan het Rademakersbroek een monument onthuld ter nagedachtenis aan de 46. In het monument is een glazen stolp verwerkt waarin zich graan bevindt van de korenhalmen die groeiden op de plek waar de mannen zijn gevallen. Bij dit monument vindt jaarlijks op 2 maart een herdenking plaats.

## Lijst van de vermoorde mannen
In de lijst staat de naam, geboortedatum en geboorteplaats, en de begraafplaats:

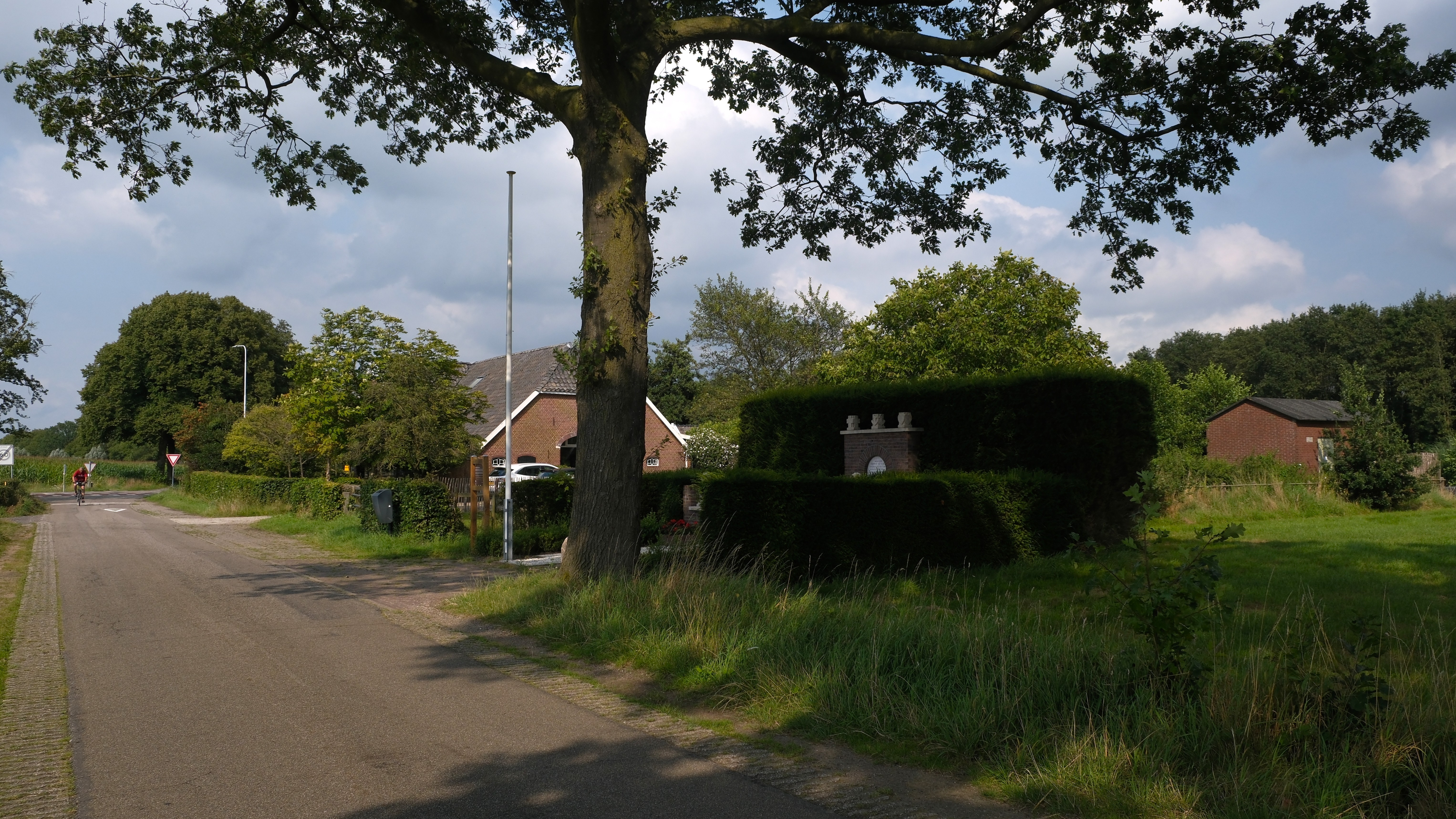
Omgeving van het monument

- Omgeving van het monumentJohannes Karel Sjouke Anema, 1920 in Leeuwaarden, Begraafplaats Moscowa in Arnhem
- Oswald Reinhold Wilhelm Assmann, 9 mei 1887 in Tegelen (Limburg), Begraafplaats Rentinkkamp in Varsseveld
- Hilbrand Johannes Baar, 12 augustus 1924 in Haren, Algemene Begraafplaats Nunspeet-Oost
- Dionisius Dirk Bakker, 1 oktober 1879 in Dubbeldam, Algemene Begraafplaats Nunspeet-Oost
- Jan Blankestijn, 11 april 1914 in Nijkerk, Begraafplaats Heidehof in Ugchelen
- Franciscus Leonardus Boks Scholten, 21 juli 1917 in Den Haag, Nationaal Ereveld Loenen
- Albert Bols, 19 december 1909 in Bergentheim, Begraafplaats Bergentheim
- Jacobus Franciscus Gerrit Bouwman, 9 januari 1923 in Den Haag, Begraafplaats Oud Eik en Duinen in Den Haag
- Christiaan Lambertus Brummer, 29 maart 1913 in Almelo, Begraafplaats ’t Groenedael in Almelo
- Wouter van Dam, 30 september 1904 in Putten, Begraafplaats Oostergaarde in Harderwijk
- IJsbrand Willem den Drijver, 21 september 1897 in Den Haag, Algemene Begraafplaats Vriezenveen
- Jan Cornelis Hendrik Fleer sr., 3 juni 1897 in Amsterdam-Oost, Begraafplaats ‘Het Kerkhof’ in Lutten
- Jan Cornelis Hendrik Fleer jr., 27 maart 1921 in Amsterdam, De Erebegraafplaats te Bloemendaal
- Willem Gerritsen, 18 maart 1920 in Scheveningen, Nationaal Ereveld Loenen
- Hendrik Gerard van Geen, 15 juni 1921 in Waardenburg (Betuwe), Oude Algemene Begraafplaats in Putten
- Mannes Grendelman, 16 juni 1913 in Bruchterveld, gemeente Hardenberg, Begraafplaats Bergentheim
- Evert van Grevengoed, 19 februari 1897 in Putten, Oude Algemene Begraafplaats in Putten
- Gerrit Griemink, 9 november 1921 in Emmen, Begraafplaats Bergentheim
- Jan de Groot, 25 juni 1903 in Oude Pekela, Begraafplaats Dennenhof in Den Ham
- Jan van der Haar, 27 december 1913 in Vroomshoop, Algemene Begraafplaats in Vroomshoop
- Willebrordus Hermanus Gregorius Cornelis (Wilhelm) van den Heuvel, 29 september 1918, Borne, R. K. Begraafplaats in Almelo, graf reeds geruimd
- Leendert Sietse Hohoff, 20 mei 1919 in Amsterdam, begraafplaats Zorgvlied in Amsterdam
- Petrus Johannes de Kok, 20 augustus 1902 in Wouw (Noord-Brabant), R. K. Begraafplaats in Almelo
- Luther Anne Elisa Kortlang, 21 januari 1921 in Ermelo, Gemeentelijke Begraafplaats Koningsvaren in Ermelo
- Cornelis Joan Louwerens, 19 april 1920 in Amsterdam, Nationaal Ereveld Loenen
- Gerhardus Johannes Lovink, 19 juli 1907 in Enschede, Nationaal Ereveld Loenen
- Gerrit Luichies, 9 augustus 1886 in Bergentheim, Begraafplaats Bergentheim
- Gerrit Arend Meerhof, 24 augustus 1913 in Apeldoorn, Begraafplaats Heidehof in Ugchelen
- Wolter Oordt, 27 augustus 1919 in Beerzerveld bij Ommen, Begraafplaats Bergentheim
- Gerrit Jan Ormel, 13 november 1910 in Dinxperlo, Begraafplaats Bergentheim
- Derk Jan te Rietstap, 7 april 1913 in Rietstap in Halle, Begraafplaats Bergentheim
- Geert Salomons, 10 juni 1914 in Ambt Hardenberg (Slagharen), Begraafplaats Bergentheim
- Gijs Albertus Schaftenaar, 3 oktober 1909 in Harderwijk, Begraafplaats Oostergaarde in Harderwijk
- Gerrit Jan Schutten, 29 december 1919 in Enschede, Westerbegraafplaats in Enschede
- Hermannes Schuurman, 25 februari 1914 in Bergentheim, Begraafplaats Bergentheim
- Roelof Seinen, 19 september 1912 in Meppel, Begraafplaats Bergentheim
- Willem van der Sluis, 5 april 1910 in Avereest, Begraafplaats Bergentheim
- Albert Timmerman, 11 januari 1898 in Gramsbergen, Begraafplaats Bergentheim
- Gerrit Toerse, 13 oktober 1919 in Almelo, Begraafplaats ’t Groenedael in Almelo
- Gerhardus Hendrikus ten Voorde, 5 juli 1926 in Almelo, Begraafplaats ’t Groenedael in Almelo
- Jan de Vries, 8 augustus 1920 in Hoorn, Begraafplaats Rusthof in Leusden
- Hendrik van Wezel, 28 juni 1906 in Almelo, Begraafplaats ’t Groenedael in Almelo
- Jan Wijngaarden, 6 juni 1920 in Staphorst, Algemene Begraafplaats in Meppel
- Abram Arie IJzerman, 10 juli 1925 in Nunspeet, Algemene Begraafplaats Nunspeet-Oost
- Teunis van Zwetselaar, 21 januari 1901 in Renswoude, Begraafplaats De Plantage in Barneveld